# Marie Robin
Pour les articles homonymes, voir Robin.
Marie Robin, née en 1665 au hameau de Bois le Bon à Vançais dans l'actuel département des Deux-Sèvres en Poitou) était une protestante française qui fut persécutée et quitta la France pour l'Angleterre à la fin du XVIIe siècle.

## Biographie
Marie Robin est née en d'un père charpentier devenu maître d'école. 
De 1693 à 1699, Marie Robin, aussi appelée « Robine la Prêchouse » ou la Robine de Vançais. Elle exprima sa foi et sa force aux assemblées du désert, seule ou aux côtés de son compagnon, Samuel Potet de Pamproux.
Ses convictions étaient simples : une cohabitation pacifique entre protestants et catholiques.
Elle et son compagnon sont dénoncés. En 1699, elle quitte la France pour l'Angleterre.

## Source
- Panneau de découverte de Vançais